# Владан Данилович
Владан Данилович (босн. Vladan Danilović, нар. 27 липня 1999, Фоча) — боснійський футболіст, півзахисник португальського клубу «Насіунал» та національної збірної Боснії і Герцеговини.

## Клубна кар'єра
Народився 27 липня 1999 року в місті Фоча. Вихованець футбольної школи клубу «Сутьєска» з рідного міста. 22 серпня 2015 року у віці 16 років Данилович дебютував на професійному рівні в матчі другого дивізіону проти «Дрини» (Вишеград) і загалом за сезон взявши участь у 16 матчах чемпіонату.
У червні 2016 року Данилович перейшов у «Борац» (Баня-Лука) і за підсумками дебютного сезону Владан допоміг клубу вийти до еліти. 23 липня 2017 року в матчі проти «Челика» він дебютував у Прем'єр-лізі Боснії та Герцеговини. Після закінчення сезону 2017/18 клуб вилетів з еліти, але за рік знову повернувся назад. Всього відіграв за команду з Баня-Луки чотири сезони своєї ігрової кар'єри. Більшість часу, проведеного у складі «Бораца», був основним гравцем команди і провів 100 ігор за клуб у чемпіонаті.
У жовтні 2020 року він підписав контракт із португальським клубом «Насіунал». 8 листопада у матчі проти «Жил-Вісенте» він дебютував у Прімейра-лізі і загалом до кінця сезону 2020/21 зіграв 8 ігор чемпіонату, а клуб вилетів у Сегунда-лігу. У другому дивізіоні боснієць став основним гравцем клубу і 30 січня 2022 року у поєдинку проти дублерів «Порту» Владан забив свій перший гол за клуб. Станом на 19 грудня 2023 року відіграв за клуб з Фуншала 77 матчів у національному чемпіонаті.

## Виступи за збірні
2017 року дебютував у складі юнацької збірної Боснії і Герцеговини (U-19), загалом на юнацькому рівні взяв участь у 4 іграх.
У 2018—2019 роках залучався до складу молодіжної збірної Боснії і Герцеговини. На молодіжному рівні зіграв у 7 офіційних матчах.
15 листопада 2020 року дебютував в офіційних іграх у складі національної збірної Боснії і Герцеговини в матчі Ліги націй проти збірної Нідерландів (1:3), вийшовши на заміну на 61 хвилині замість Амера Гояка.
| Дата       | Місто         | Господарі            | Результат | Гості                | Турнір                               | Голи | Примітки |
| ---------- | ------------- | -------------------- | --------- | -------------------- | ------------------------------------ | ---- | -------- |
| 15-11-2020 | Амстердам     | Нідерланди           | 3 – 1     | Боснія і Герцеговина | Ліга націй УЄФА 2020-2021 - 1-й етап | -    | 61'      |
| 18-11-2020 | Сараєво       | Боснія і Герцеговина | 0 – 2     | Італія               | Ліга націй УЄФА 2020-2021 - 1-й етап | -    | 76'      |
| 2-6-2021   | Сараєво       | Боснія і Герцеговина | 0 – 0     | Чорногорія           | товариський матч                     | -    | 84'      |
| 6-6-2021   | Брондбювестер | Данія                | 2 – 0     | Боснія і Герцеговина | товариський матч                     | -    | 61'      |
| 25-3-2022  | Зениця        | Боснія і Герцеговина | 0 – 1     | Грузія               | товариський матч                     | -    | 59'      |
| 29-3-2022  | Зениця        | Боснія і Герцеговина | 1 – 0     | Люксембург           | товариський матч                     | -    |          |
| 26-9-2022  | Бухарест      | Румунія              | 4 – 1     | Боснія і Герцеговина | Ліга націй УЄФА 2022-2023 - 1-й етап | -    | 46'      |
| Усього     |               | Матчів               | 7         |                      | Голів                                | 0    |          |